# Miguel de Gijón y León
Miguel de Gijón y León, conde de Casa Gijón (también referido como Don Miguel de Jijón y León o el Conde Jijón), (28 de septiembre de 1717 en Cayambe (Pichincha, Ecuador) - 11 de septiembre de 1794, Spanish Town, colonia de Jamaica), era un hombre de negocios hispanoamericano, noble y confidente de Pablo de Olavide. Fue una de las figuras más importantes en la ilustración en Ecuador

## Primera etapa de su vida en la Real Audiencia de Quito
Nació en dos familias de funcionarios del rey de España, quienes después de haber cumplido el tiempo de servicio correspondiente se estaban estableciendo en América. El primero de sus antepasados que vino a América fue Manuel de León quien a finales del siglo XVII asumió el cargo de Corregidor de Otavalo y después se casó en Riobamba con Magdalena de Chiriboga. Posteriormente fue alcalde de Riobamba. Su hija, Manuela de León y Chiriboga (1687-1741) se casó el 22 de febrero de 1706 con Cristóbal de Jijón y Oronoz (1682-ca 1733), hidalgo nacido en Fuenterrabía (Guipúzcoa). Cristóbal consiguió ser corregidor de Otavalo después de su suegro. En 1724 fue elegido alcalde de Quito. Fue una persona muy respetada, según escribe Miguel en sus memorias por sus luces, talentos y fortunas. La pareja tuvo siete hijos y una hija. Miguel de Gijón fue el segundo de ellos. Su hermano Tomás de Jijón y León fue un canónigo de la catedral de Quito, fue una de las personas que más impulsó la beatificación de Mariana de Jesús. No muy lejos de Otavalo tenían los padres, entre otras propiedades, una hacienda llamada San José de Peguche. También una fábrica de tela fue una de las posesiones de la familia.
Miguel nació en 1717, el segundo de nueve hijos, y cuando tenía 16 años quedó huérfano. Sin embargo, su hermano mayor no pudo hacerse cargo de las propiedades por lo que tuvo que asumir él la responsabilidad. Lo hizo por tres años hasta que cuando tenía 19 por diferencias con su madre tuvo que dejar de administrarlas. Sin embargo, cuando tenía 21 años, su madre murió, y se vio forzado nuevamente a administrar las propiedades familiares. Esta vez, sin embargo cuando empezó a administrarlas se dio cuenta de que se encontraban en un estado deplorable: deudas por pagar, parcialmente empeñadas, la fábrica de paños se hallaba cerrada, y los indígenas que trabajaban ahí estaban dispersos por otros pueblos. Gracias a la ayuda de familiares y amigos, así como de su vital esfuerzo logró en tres años recuperar la situación patrimonial. Además fue importante el apoyo económico que Clemente Sánchez de Orellana le proveyó con lo cual fue capaz de reanudar la producción y garantizar la continuidad del éxito de 1741.
Todo esto fue destacable además porque Miguel lo hizo cuidando siempre de defender la situación de los indígenas y procurar el trato justo. Adicionalmente, mientras trabajó en la Real Audiencia logró que se rebajaran los intereses de los censos que grababan las propiedades agrícolas del 5 al 3 por ciento.

## Primer viaje a Europa y la ilustración
En el año 1751 decidió viajar a España por la ruta del sur, del Cabo de Hornos, y con tal motivo pasó a Lima donde se quedó un año debido a una enfermedad bastante grave y a varios asuntos mercantiles que le permitieron hacer amistad con Pablo de Olavide. Era el año 1752 cambió de idea y decidió ir a Paita a tomar la ruta del norte, allí encontró una gran cantidad de cascarilla reunida por el Marquesado de Villa de Orellana, quien tuvo la generosidad de ponerla a disposición de Gijón.
En Europa permaneció por treinta y seis años donde colaboró con Olavide para colonizar la Sierra Morena. Por su trabajo exitoso fue alabado por el duque de Alba. Como recompensa por su trabajo, el Rey le dio el condado de Casa Jijón, exonerándolo de los pagos. También le fue conferido el hábito de Santiago. En la primavera de 1767 el Secretario de Estado de Hacienda el señor Miguel de Múzquiz y Goyeneche lo designó al síndico de los bienes del Colegio Imperial de Madrid, que había sido tomado de los jesuitas. Durante su primera estancia en Europa conoció a Denis Diderot y le ofreció dar datos biográficos de Pablo de Olavide para el libro que estaba escribiendo titulado "Correspondence litteraire". También entabló amistado con John Adams (futuro presidente de los Estados Unidos) gracias a que también era amigo de Olavide. Juntos conversaron sobre una posible alianza ofensiva y defensiva entre las dos Américas. En 1776 ingresó a la Sociedad de Amigos del País de Madrid. En 1784 mientras vivía en París, el 23 de junio el Rey Carlos III lo condecoró con el título de Conde de Casa Gijón y Vizconde previo de La Carolina Malagueña.

### Las Nuevas Poblaciones de Sierra Morena

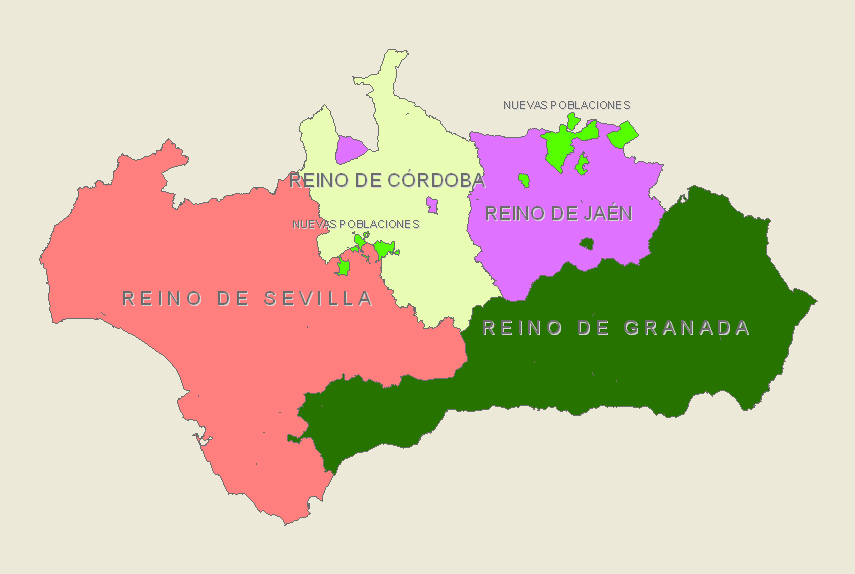
Los cuatro reinos de Andalucía y las Nuevas Poblaciones de Andalucía y Sierra Morena, en verde claro

El motín de Esquilache y la expulsión de los jesuitas ofrecieron a Olavide y Jijón la oportunidad de servir al rey de España. Olavide fue nombrado director del nuevo hospicio creado en Madrid para encerrar a las personas sospechosas de haber participado en los últimos disturbios. Por su parte Jijón fue ofrecido ser el liquidador de las temporalidades del Colegio Imperial de Madrid. Esto no duraría mucho ya que Olavide destacaría en su rol y sería designado como superintendente de las Nuevas Poblaciones de Sierra Morena y escogió a Jijón como colaborador para ser el subdelegado general en las colonias. En este rol que frente a una empresa tan compleja como empezar una nueva ciudad, tuvo que ayudar arduamente a Olavide quien además de ser el superintendente de estas Nuevas Poblaciones también era el asistente de Sevilla y de la intendencia de los cuatro reinos de Andalucía. Por esta razón durante estos dos años Jijón dedicó todo su tiempo a la administración de Sierra Morena recibiendo visitas esporádicas de Olavide. Por esta razón escribiría varias cartas muy afectuosas pero también bastante eruditas a Olavide donde le pone al corriente de los progresos de estas colonias. Aquí mostraría una parte de su personalidad que le traería problemas después frente a la inquisición: su carácter recto, sincero, a veces demasiado enérgico y apasionado. Tubo pues Jijón que también tratar con el visitador Pérez Valiente con quien tuvo un contacto bastante rudo debido a las continuas observaciones que se ponía a la nueva colonización. Fruto del cansancio de las continuas críticas abandonó en septiembre de 1769 las Nuevas Poblaciones, a pesar de que su renuncia no fue aceptada inicialmente puesto que el rey deseaba que se mantenga en sus funciones. Además había recibido las felicitaciones del Consejo de Castilla, sin embargo esto no bastó. Posteriormente Olavide con quien siguió manteniendo relaciones amistosas continuaría hasta su desgracia en 1776 insistiendo para que Jijón recibiese la recompensa por los servicios prestados.

### Participación en la Sociedad de Amigos del País de Madrid

#### Propuesta para mejorar la agricultura usando el termómetro

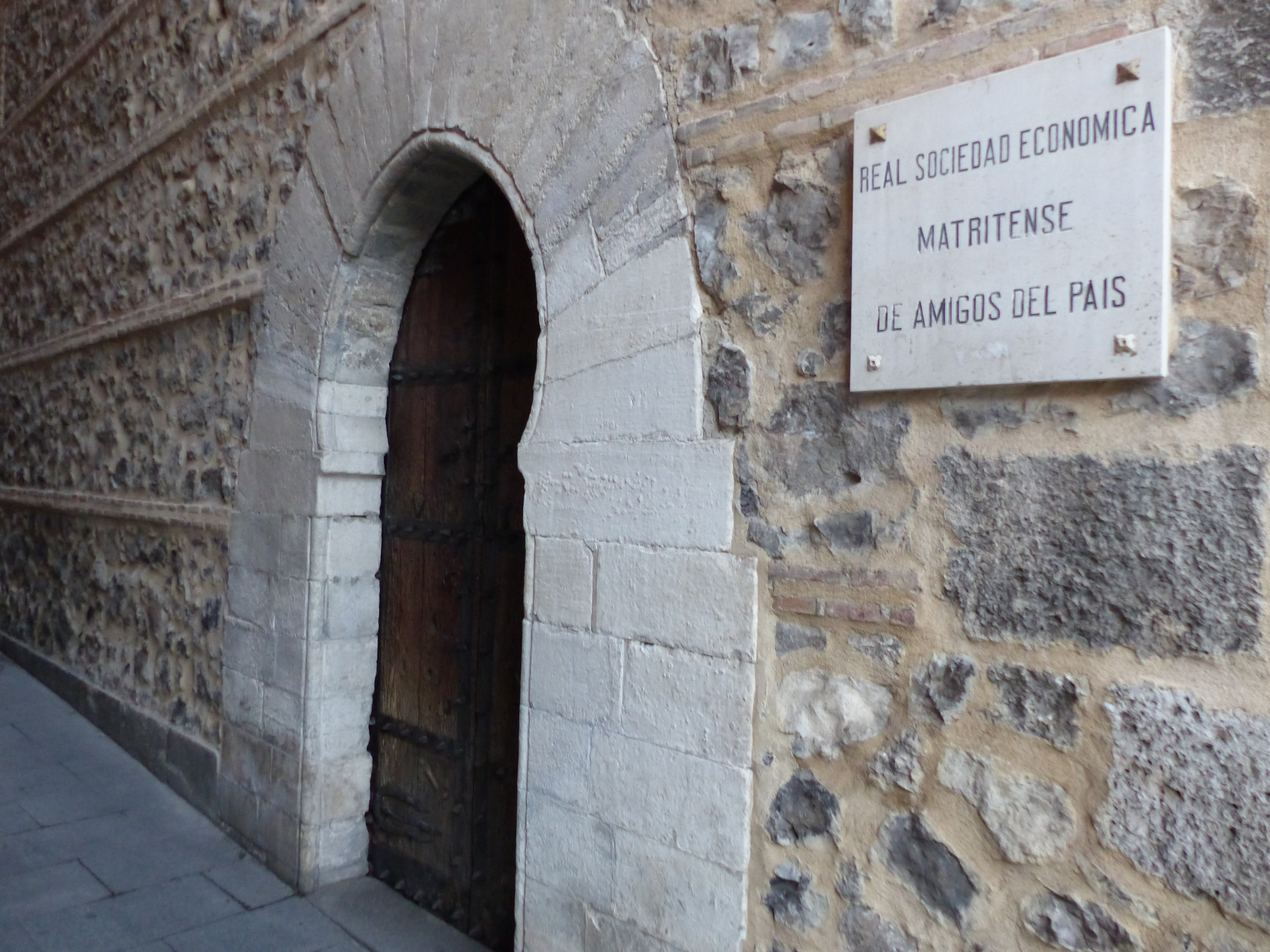
Lugar donde se llevó a cabo la Real Sociedad Económica Matritense de Amigos del País

Durante su participación en esta sociedad destacó por sus propuesta para mejorar la agricultura empobrecida que había en el reino de Granada el 6 de abril de 1776. Tomando como ejemplo a Francia propuso el uso del termómetro para criar gusanos de seda, basándose en cuatro puntos importantes, a saber:
1. Que el termómetro se ponga a la sombra dentro de la misma estancia donde estén los gusanos
2. Que estuviera distante de la pared colgado de un bramante por medio de una vara
3. Que se cuide de no exponerla al ambiente cerca de alguna ventana sino en el centro de la pieza si fuera posible
4. Que se intente que el fluido contenido en el tubo del termómetro, se mantuviera siempre al nivel de la raya señalada anteriormente, de manera que no descendiera demasiado puesto que era más probable que los gusanos mueran por frío que por calor.

Además del discurso donde propuso esto, también se refirió a sus ensayos y resultados que había obtenido en su villa en Torrox en la costa de Granada como evidencia de su propuesta. Un año más tarde, el 22 de febrero de 1777, Jijón leyó otro discurso en donde trató sobre los hilados de algodón. Sobre cómo calcular sus costes, Dabout, otro miembro de la Sociedad complementaría días más tarde.
Fue de vital importante las memorias que escribió Jijón sobre el comercio, un tema al que el le dedicó mucho interés. Destacan dos principalmente: "Memoria sobre el libre comercio" y "Memoria relativa al comercio de Indias", pronunciados ambos el 7 de marzo de 1778.

#### Memoria sobre el libre comercio

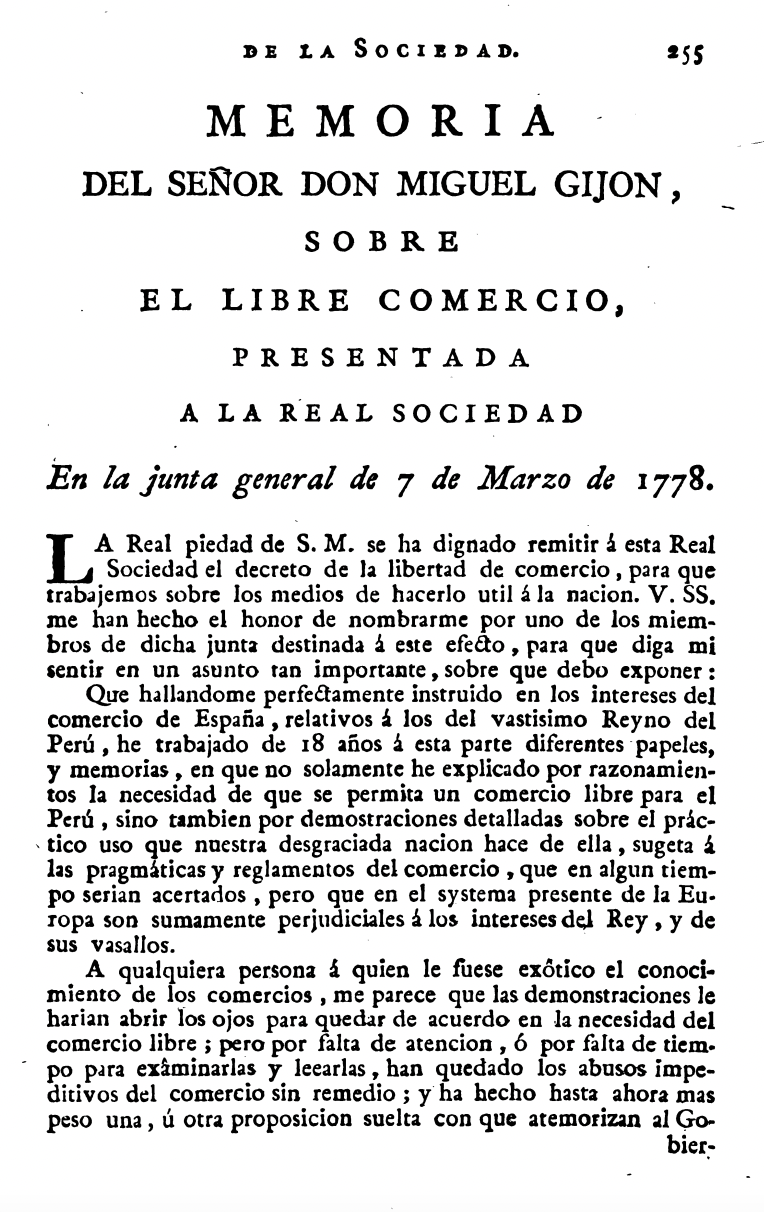
Memoria sobre el libre comercio

En la primera memoria haría una defensa del comercio libre en el Reino de Perú, con el fin de terminar con las pragmáticas y reglamentos del comercio. Su principal objetivo sería terminar con el monopolio que existía en el puerto de Cádiz a manos de unas pocas personas y de convencer en general que los beneficios del comercio mejorarían la economía del imperio español:
A cualquier persona a quien le fuese exótico el conocimiento de los comercios, me parece que las demostraciones le harían abrir los ojos para quedar de acuerdo en la necesidad del comercio libre; pero por falta de atención, ó por falta de tiempo para examinarlas y leerlas, han quedado los abusos impeditivos del comercio sin remedio y ha hecho hasta ahora mas peso una, u otra proposición suelta con que atemorizan al Gobierno algunos pocos cientos de hombres interesados en el monopolio del comercio de Cadiz , los cuales no quisieran sino que pereciesen los Españoles de otros puertos, desde donde pudieran y debieran comerciar para el provecho reciproco de estos reinos y aquellos.
Su memoria se basa además en cálculos que prueban su defensa del comercio, lo que podemos notar en la siguiente afirmación que muestra su epistemología: "En efecto, señores, nuestros conocimiento son tan limitados (a excepción de las verdades reveladas) que nada sabemos de positivo, si no es respecto a la comparación y al cálculo." Además maneja conceptos de utilidad (que en la teoría económica se conoce como teoría subjetiva del valor)

#### Memoria relativa al comercio de Indias

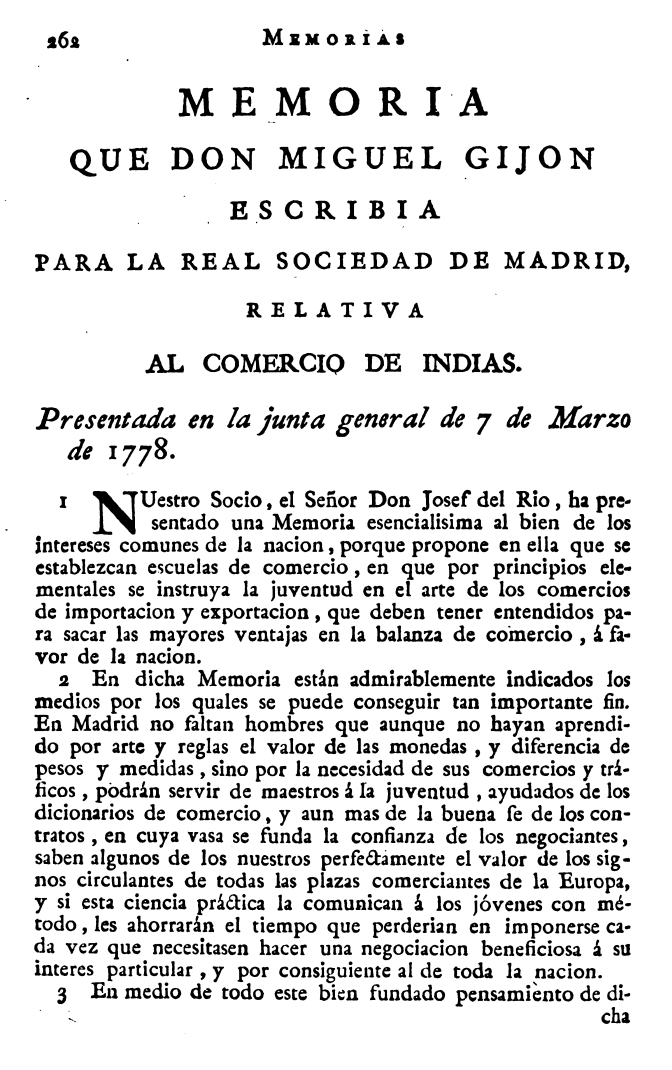
Memoria relativa al comercio de Indias

En la segunda memoria afirmaría la importancia del comercio, pondría de ejemplo a Inglaterra, Francia y Holanda, y su manera en que manejan la balanza comercial procurando saber que les falta y qué les sobra para de esa manera negociar acuerdos comerciales que sean beneficiosos. Buscaba que España emulase a estos países y sacase provecho de sus territorios en América. Destacó que la madera de Guayaquil era muy buena por su textura, color y firmeza. De Quito mencionó las telas y algodón que se vendían en otros territorios de Sudamérica. También criticó que muchos indígenas que no tenían tierras pagaban muchos impuestos que después iban a mantener las instituciones de los Virreyes y por ineficiencia, nada quedaba para el rey. Por esta razón consideraba Jijón que la península no tenía interés en las indias, salvo cuatro monopolistas en Cádiz que controlan las importaciones y se limitan al flujo de oro y plata. Consideraba que la verdadera riqueza eran "los frutos, materias primas y manufacturas" ya que para comprar esos bienes se necesitaba oro y plata. Por esta razón sería más beneficioso que el comercio entre la península y América sea entre mercancías que metales preciosos. Continúa hablando sobre la necesidad de aumentar la cantidad de esclavos para trabajar el Reino de Perú destinándolos especialmente a la agricultura. Termina por último, hablando sobre la posibilidad de construir un Canal en Panamá para mejorar el comercio.
El impulso que daría al comercio a través de sus ideas en esta asociación tendrían repercusiones importantes ya que según el historiador Jorge Núñez Sánchez en su estudio titulado "Miguel de Gijón y León, un adelantado del libre comercio internacional", existe la posibilidad de que su trabajo haya influido en los círculos de poder metropolitano y haber motivado la expedición del Reglamento del Comercio Libre que fue dictado por el rey Carlos III el 12 de octubre de 1778.
Con este tipo de publicaciones, de las que la presentación sobre el gusano de seda de Jijón era una de varias, la Sociedad buscaba ayudar a los labradores, dueños de tierras y políticos para desarrollar la agricultura y mejorar la situación económica.

#### Memoria sobre mejor ejecución y fomento de arbolados, bosques y montes

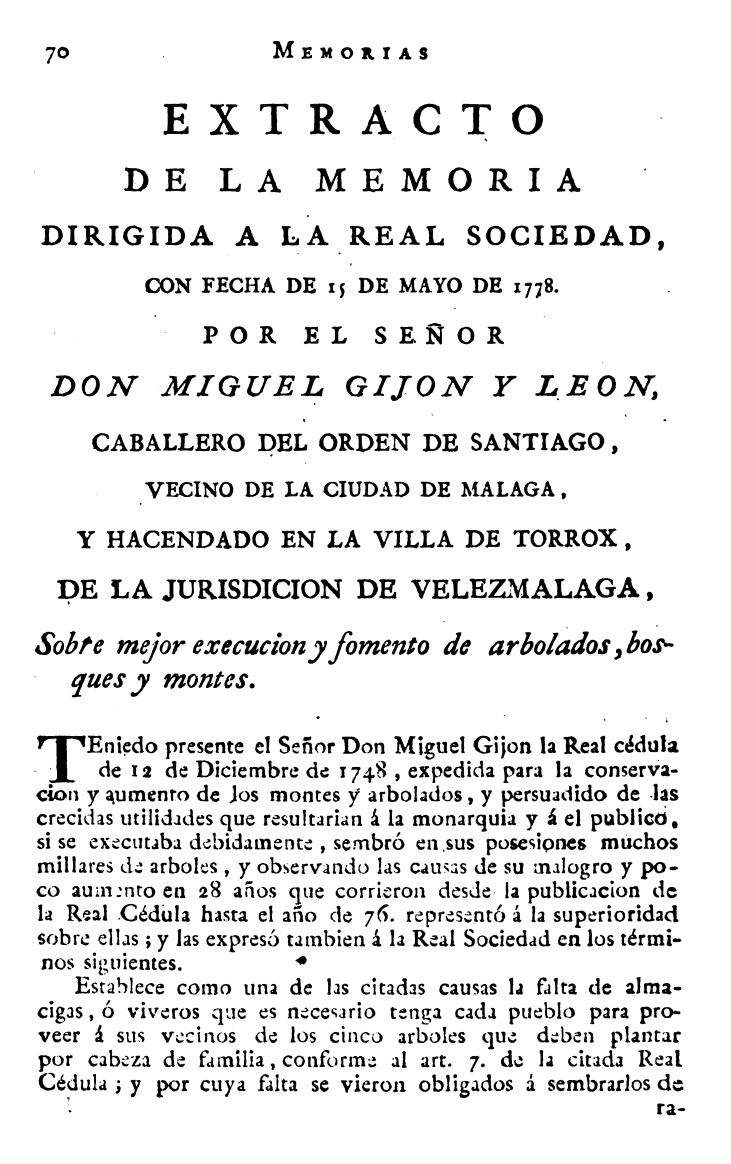
Memoria sobre mejor ejecución y fomento de arbolados, bosques y montes

Declarada el 15 de mayo de 1778, esta memoria busca Jijón reformas para incentivar a las personas a plantar árboles a pesar de que sus beneficios no se vean a corto plazo. En este corto ensayo se puede ver conceptos económicos como la preferencia temporal que es la base del tipo de interés y el fomento de la plantación de árboles como una proto-teoría de la inversión. Su propuesta es que el rey ofrezca determinadas tierras en préstamo a personas que se comprometan a usar la tierra para este fin ya que esperar que las personas que viven en los pueblos planten los árboles no va a ser una solución debido a que ellos, son generalmente pobres, y los beneficios de esto se darán en un tiempo futuro muy lejano. Dice Jijón:
El vulgo no estima sino la utilidad presente; y las cabezas de familias que pasan de cuarenta años, aunque planten si se han de poner guardas para la conservación de arboles, y por no haber propios en el pueblo, los costean por repartimiento, hallan gravosa esta carga, prescrita en el artículo 24: considerando que no llegarán á recobrar estas expensas en su vida, ni en 25 ó 30 años que se necesitan para que los arbolados rindan utilidad efectiva.

### Viaje a Francia y Diderot
En julio de 1778 fue citado por el Tribunal de la Inquisición para comparecer como testigo en el proceso de su amigo Olavide, pero no contestó ya que había salido de España y se encontraba en Francia por razones de salud. Durante esta época y ante el destino que estaba enfrentando su amigo parece ser que intentó desaparecer de su biblioteca ciertas obras filosóficas demasiado peligrosas. Cuando fue a París, vivió allá por tres años admirando el progreso de Francia al afirmar que "si las artes y manufacturas estuviesen establecidas en mi país, hubieran dado muchísimo alivio a mis compatriotas". Esta es más, fue la explicación de su viaje que posteriormente daría a la Inquisición. Se ignora durante su estancia en Francia, como estableció su amistad con Diderot. Sin embargo fue Jijón quién facilitó al filósofo los datos que le permitieron escribir después su "Précis historique" sobre Don Pablo Olavide que fue insertado en la Correspondance litteraire que se redactó en colaboración con el barón alemán Grimm. La relación entre Diderot y Jijón se basa en una carta de Hemsterhuis dirigida en febrero de 1780 a la princesa Galitzin (esposa del embajador de Rusia de ese momento, que estaba relacionado con Diderot). Aquí se habla sobre Jijón y sobre todo la biblioteca que estaba reuniendo, sobre la cual se dijo que era "una biblioteca encerrada en cajas de plomo y esas cajas en otras de madera fuerte, y después, todo se enterrará de manera que si, después de alguna gran catástrofe y en siglos de barbarie que llama el afelio del espíritu humano, ese tesoro se descubre, podrá volver a acelerar el movimiento del espíritu humano, para conducirlo con la mayor rapidez hasta cualquier perihelio". Esto sería la materialización del ideal que Diderot expondría en el Prefacio del tomo VIII de la Enciclopedia que ante cualquier revolución, si se conserva un solo ejemplar completo de nuestra obra, nada estará perdido.

## Regreso a América
En 1785 obtuvo el permiso del Rey para poder llevar a la Real Audiencia de Quito cincuenta y dos molinos nuevos para impulsar la minería de oro y plata. Abordó un año más tarde en Cádiz la fragata El Diamante con destino a Cartagena de Indias. Llevó a bordo una amplia lista de libros que conformaba ya una biblioteca. Algunos de ellos habían pertenecido a Olavide en París. Por sus ideas ilustradas fue conocido en Quito como el afrancesado. Habiendo llegado, se fundó la Sociedad Patriótica de Amigos del País y contó con su participación. En esos años había establecido el rey por primera vez la lotería, en la península, Jijón consiguió traerlas a la Real Audiencia también. Además consiguió establecer un montepío para apoyar a los artesanos pobres. Se esforzó por mejorar la condición económica de la empobrecida región norte de la Real Audiencia por lo que trabajó por tecnificar el hilado y tejido de la cabuya. Consiguió dos cédulas reales que le permitieron fundar una Compañía Real de Mineros, algo en lo que ya había venido trabajando desde la importación de los molinos.

### Presidente de la Sociedad Patriótica de Amigos del País
En 1789, a su regreso a América Jijón fundó la Sociedad Patriótica de Amigos del País en el año, que era gestionada por la Escuela de la Concordia, junto con Eugenio Espejo, Juan Pío Montúfar y Joaquín Sánchez de Orellana. Esta se fundó bajo el discurso famoso de Espejo titulado "Discurso para la creación de una Sociedad Patriótica". Contó con un total de 23 criollos y un mestizo, y Jijón fue su presidente Juan José Guerrero y Matheu fue el director y Eugenio de Santa Cruz y Espejo sería el secretario. Bajo el impulso de Espejo se editaría el periódico Primicias de la Cultura de Quito desde el año 1792. No obstante, un año más tarde, el 11 de noviembre de 1793 sería desaprobada mediante la Cédula Real. Otras personas ilustres que formarían parte de esta asociación serían: José de Cuero y Caicedo, Juan Pío de Montúfar, Francisco Luis Héctor de Carondelet, Antonio Nariño y Manuel de Larrea y Jijón.

#### Primicias de la Cultura de Quito

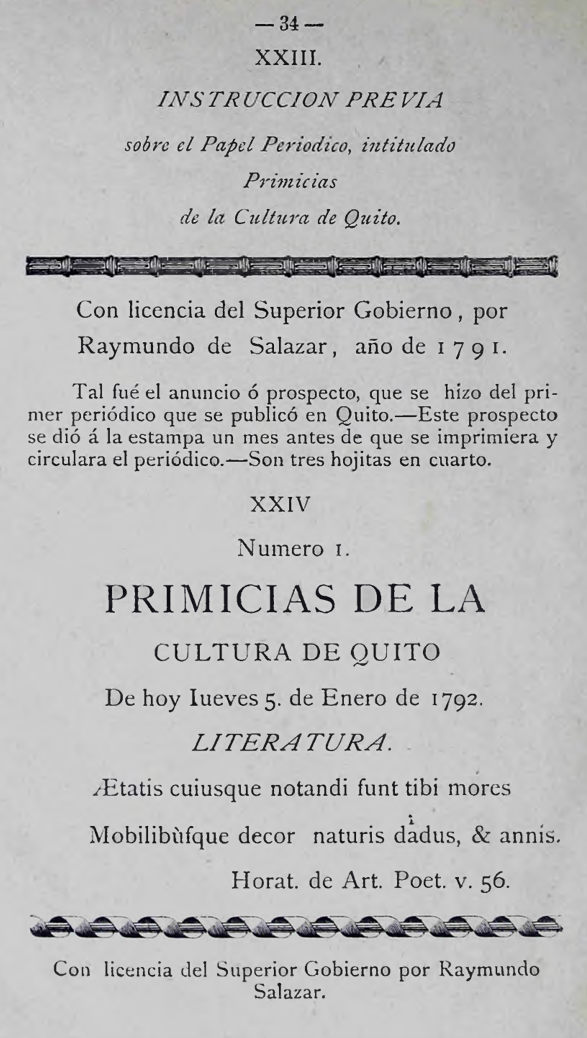
Primicias de la Cultura de Quito, generado en la imprenta que había llegado en 1750

Fue la publicación quincenal que surgió producto de la fundación de la Sociedad Patriótica, sin embargo fue escrita principalmente por Eugenio Espejo. Tuvo una vida corta y al igual que los escritos de Jijón en la Sociedad en Madrid, fueron reformistas antes que subversivos. Solo se hicieron siete publicaciones con los siguientes temas:
1. Literatura
2. Ciencias y artes: ensayo sobre determinar los caracteres de la sensibilidad
3. Miscelánea: carta escrita al director de periódicos sobre los defectos del segundo número
4. Historia literaria y económica I
5. Historia literaria y económica II
6. Historia literaria y económica III
7. Historia literaria y económica IV

Eugenio Espejo tenía en muy alta estima a Miguel de Jijón y León, puesto que le estaba permitiendo a través de la fundación de la Sociedad Patriótica hacer una función similar a la que el mismo Jijón había realizado en España y de esta forma proponer reformas que impulsen el desarrollo económico de la Real Audiencia. Por esta razón, de los siete números que publicó, cuatro tenían como temática la economía. Es más, en uno de ellos, se refirió sobre el en los siguientes términos: 
Ved aquí los pensamientos más benéficos a la humanidad; los proyectos más útiles, más sencillos, más adaptables a la constitución política de Quito; las ideas profundas del gran Jijón, la práctica feliz a que volará una nación espirituosa y sensible como la quiteña. 

### Problemas con la Inquisición

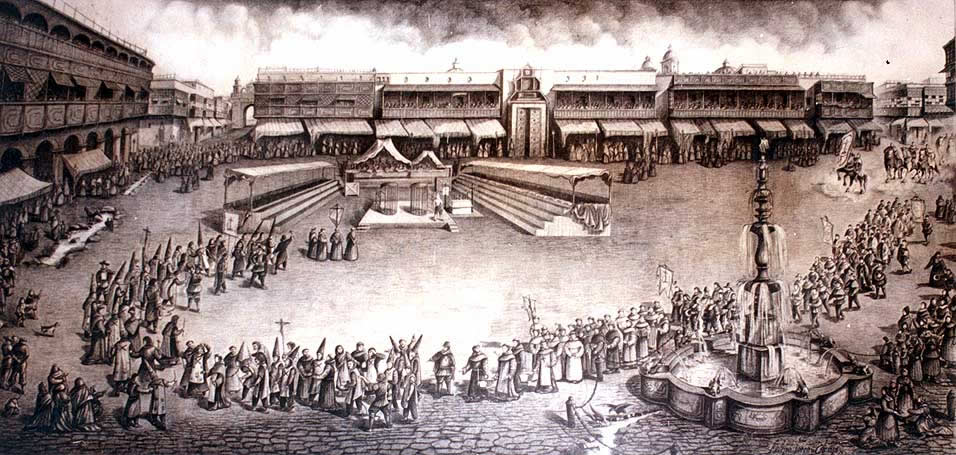
Auto de fe en la Plaza Mayor de Lima, Virreinato del Perú

En Lima tuvo que pasar por un litigio económico y luego tuvo que defenderse en Ibarra ya que el padre Miguel Vidaurreta lo había denunciado como represalia porque Jijón no quiso reconocerle ni arrendar sus haciendas. Por esta razón fue denunciado en la Inquisición de Cartagena de Indias bajo el delito de leer libros prohibidos, probablemente los que había traído desde su estancia en París al borde de la fragata "El Diamante". Esta denuncia escaló a Madrid, desde donde los inquisidores le invitaron a los tribunales de la ciudad de Granada y Sevilla. Se armó el sumario y lo remitieron a Lima de regreso. En 1790 tuvo que presentarse ante el Tribunal de Lima, caso contrario le aprehenderían. En Ibarra le visitaron para hacer una lista de las 223 obras que en un total de 861 volúmenes tenía en su haber, la mayoría estaban en francés.
Existe además sospechas de que la Inquisición lo había vigilado desde hacía mucho tiempo atrás puesto que él había vivido en países protestantes (un hipotético viaje a Países Bajos), además había ayudado a Olavide en su proceso inquisitorial y por último tenía una costumbre de afirmar sus opiniones libremente sobre progreso, moralidad, y el éxito que estaban teniendo las otras monarquías que adelantaban a la Española durante ese siglo. Jijón se defendió en una carta dirigida a la Inquisición de Lima donde narra su situación actual detallando el hecho desde su regreso al Virreinato de Nueva Granada se encontraba ahora solo en su casa en el campo rodeado de un par de españoles, mestizos y algunos indígenas. Ni siquiera tenía una vida activa dentro de Quito y simplemente recibía de vez en cuando a un sacerdote para celebrar misa en su hacienda en Otavalo. No obstante, en esa misma carta, con la sinceridad temeraria de Jijón, defiende su biblioteca diciendo que fueron registrados en Cádiz por el comisario de la Inquisición y además estaba a punto de venderla al convento de Quito. Jijón llega a afirmar que "estas gentes en su rusticidad, creen que todos los franceses son herejes, apóstatas de nuestra sagrada religión". Es destacable que a pesar de que Miguel pudo ver la experiencia de Olavide y sus desventuras frente a la inquisición su espíritu crítico y de no renuncia a la verdad le hacían mantenerse firme en su defensa. La valentía o temeridad de Jijón fueron a tal punto de desarrollar una apología de Ginebra (en esa época era el símbolo del calvinismo protestante) al admitir haber participado de uno de los cultos allá realizados y hacer una comparación con la misa en la monarquía española acusando a los malos eclesiásticos, afirmado que en Quito la iglesia es un lugar de reuniones profanas donde se dan citas y malas prácticas.
Esto obviamente complicó sus situación frente al tribunal inquisitorial limeño por lo que pidió cuatro meses para poder al mismo tiempo vender sus bienes y emprender viaje de Quito a Lima. Periodo de tiempo en el que buscaba restablecer sus intereses. Por esta razón pidió que se transfiera al tribunal de Madrid toda la sumaria y presentarse allá, esperando que la Inquisición en la península sea más ilustrada que la americana. Por esta razón empezaría su segundo viaje a Europa. 

### La biblioteca de Miguel de Jijón
Debido a que tuvo que enfrentar la inquisición, existe constancia de la lista de libros que comunicó al cura de San Miguel de Ibarra, quien fuera comisionado por la Inquisición de Lima. La lista comprende 616 tomos, de los cuales solo 404 estaban en el gabinete del conde de la Casa Gijón. Este inventario, realizado apresuradamente en Cádiz antes de embarcarse para las Indias, es incompleto. Algo notorio es que en esta lista testimonial no se incluye ninguna de las grandes obras filosóficas del siglo XVIII de autores como Volatire, Rousseau, Montesquieu ni la Enciclopedia. Ya que vivió en Francia y hablaba el idioma, es difícil admitir que Jijón no haya leído a estos autores. Incluso en algunas de sus cartas se muestra su admiración por las luces, como en su última carta a la Inquisición de Lima donde hace un elogio grandísimo al ingenio de Voltaire. Sin embargo permite adentrarse a las ideas que influenciaron a este autor tan importante:
1. Ciencias, artes y oficios y economía: tratados de Physique de Regnault y Nollet, el Diccionario de Química de Macquer (colaborador de Lavoisier), Historia Natural de Buffon, L'ami des hommes del marqués de Mirebau discípulo de los fisiócratas (por su interés en la reforma agraria), Diccionario del comercio Consideraciones sobre el comercio y la navegación de Inglaterra de J.B. Secondat (segundo hijo de Montesquieu).
2. Historia e independencia: Correspondencia de Hernán Cortés con Carlos V, La historia de Paraguay de Charlevoix, los Viajes de Padre Labat. Jijón se encontraba en París cuando se firmó la Paz de Versalles de 1783 por lo que compró además tres obras antes de marcharse de París: Les revolutions de l'Amerique anglaise, Les Louis des Etats Unis d'Amerique y Le destin de l'Amerique.
3. Religión y espiritualidad: incluye las Confesiones de San Agustín, un número elevado de La Vida de la Sierva de Dios Mariana de Jesús. Muchas veces se ha interpretado este hecho como una muestra de la espiritualidad de Miguel de Jijón sin embargo se debe tomar en cuenta que puede estar relacionado al hecho de que su hermano Tomás de Jijón estuvo vinculado a la vida espiritual como sacerdote y tenía un interés particular en Mariana de Jesús.
4. Literatura: Fábulas de Esopo, Comedias de Terrencio, discurso sobre Tácito, algunos escritos de Moliere y Racine, La felicite publique del caballero de Chastellux, The Spectator de Addison (a quien Juan Montalvo le haría un homenaje con la publicación de su revista El Espectador).

## Segundo viaje a Europa y muerte
Para hacerse cargo de sus acusaciones emprendió un segundo y último viaje a España. Ahí se defendería ante el tribunal Supremo de las acusaciones que presentaron sus enemigos a quien el había denunciado primero por peculado y corrupción. Desde Ibarra tomó la ruta por Brasil para evitar los puertos de España. El camino era difícil y ya contaba con 73 años de edad lo que desgastó su salud. Después de Sudamérica, su escala en el Caribe fue en la colonia inglesa de Jamaica. Viajó hacia allá en un barco inglés con destino a Kingston. Durmió algunas noches en esa ciudad hasta embarcarse rumbo a Europa, sin embargo un día mientras estaba leyendo, se quedó dormido y la vela que alumbraba se dobló e incendió el mosquitero, lo después esparció el fuego al resto de la casa. Se ignora las circunstancias particulares de su muerte pero este hecho ocurrió el 11 de septiembre de 1794. Murió y no dejó descendencia. Su hermano Manuel administró sus propiedades después de su muerte.

## Legado
El Conde Jijón fue tal vez la persona más importante de la ilustración en la Real Audiencia de Quito. Su influencia en la península le permitió colaborar con el rey Carlos III y entablar amistad con los enciclopedistas franceses. Esto le granjeó enemigos lo que causó uno de los procesos inquisitoriales más importantes de la historia de Ecuador. En Jijón se puede ver un esfuerzo continuo por lograr el desarrollo económico tanto en su trabajo en España como en la Real Audiencia. Su apuesta por el comercio, la tecnificación de las artesanías, el desarrollo de la minería y la propuesta de apertura de un canal en Panamá fueron algunas de las medidas que propuso para mejorar la empobrecida situación del norte de la sierra. Tampoco se puede olvidar, sin embargo que durante su época la esclavitud era aún legal y propuso traer más esclavos para aumentar la mano de obra necesaria que se veía mermada por las enfermedades. Sus propuestas fueron realizadas a través de escritos que titulaba memorias que tratan sobre el libre comercio, los bosques, la construcción de un canal de panamá, la comercialización de la cascarillla y la elaboración del montepío. Fundó la Sociedad Patriótica de Amigos del País, siguiendo el modelo de la Sociedad de Madrid. Sin embargo la falta de aprobación del Rey, el juicio y temprana muerte de Espejo, así como su retorno forzado a Europa hicieron que tenga corta vida. Su lealtad al Rey, su reformismo económico, su trabajo destacado en varias regiones de la monarquía española lo convierten en uno de los ilustrados más importantes del siglo XVIII.

## Escritos
Sus escritos no están consolidados en un solo libro y más bien los hizo en memorias, es decir ensayos específicos sobre como aplicar posibles soluciones a problemas particulares:
- El uso del termómetro para la cría de los gusanos de seda (1777)[4]
- Memorias sobre el libre comercio (1778)[8]
- Memoria relativa al comercio con las Indias (1778)[4]
- Memoria sobre mejor ejecución y fomento de arbolados, bosques y montes (1778)[4]
- Memorias sobre la absurda libertad vigilada en España
- Memoria sobre las escuelas que las Sociedades debían establecer
- Recomendaciones para la explotación y comercialización real de la cascarilla
- Noticia circunstanciada del cultivo del algarrobo que en ella se hace.
- Informe para las reglas de la elaboración de un Monte de Piedad para socorrer a los labradores.